# Kanayo O. Kanayo
Anayo Modestus Onyekwere, conocido popularmente como Kanayo O. Kanayo (Estado de Imo, 1 de marzo de 1962) es un actor nigeriano. En 2006 ganó el Premio de la Academia de Cine Africano en la categoría de mejor actor protagónico por su desempeño en la película Family Battle.

## Biografía
En 1992 Kanayo hizo su debut cinematográfico en la película Living in Bondage de Chris Obi Rapu. A la fecha ha protagonizado más de cien películas en su natal Nigeria. Fue nominado en 2008 para el premio de la Academia de Cine Africano en la categoría de mejor actor por su trabajo en Across the Niger. Sus películas más recientes son Up North y Living in Bondage: Breaking Free.
Actualmente oficia como embajador de las Naciones Unidas y lleva el título de Miembro de la Orden de la República Federal. Fue uno de los varios nigerianos honrados por el gobierno en 2014 durante la celebración del centenario.
Kanayo se matriculó en la Universidad de Abuya y en 2019 se graduó en derecho. En 2020 se incorporó al Colegio de Abogados.